# Fürstpropst
Ein Fürstpropst (lat. Praepositus princeps) war der Propst eines Kollegiatstifts, der zum Reichsfürsten des Heiligen Römischen Reiches erhoben wurde, was einherging mit dem Recht einer Virilstimme auf der geistlichen Bank im Reichsfürstenrat. Er übte neben seiner geistlichen auch weltliche Macht über ein Territorium aus, dem er als Landesherr vorstand. Im Heiligen Römischen Reich wurden lediglich in dem Zeitraum zwischen 1460 und 1559 die Pröpste dreier Kollegiatstifte zu Fürstpröpsten erhoben.
Das Amt eines Fürstpropstes beinhaltete eine Pfründe und einen gewissen reichspolitischen Einfluss, weshalb bei einer anstehenden Wahl oft mehrere Bewerber antraten. Allerdings war die politische Außenwirkung der Fürstpropsteien trotz der Virilstimme vermutlich eher geringer – nicht selten (für die Fürstpropste von Weißenburg durchgängig) war es für seine Träger, die gleichzeitig mehrere geistliche Ämter (in diesem Falle als Fürstbischof von Speyer) ausübten und sich dann oftmals auch nicht in den Residenzen der Fürstpropsteien selbst aufhielten, lediglich als zusätzlicher Einfluss- und Territorialzuwachs von Bedeutung. 
Funktion, Titel und Territorium eines Fürstpropstes wurden spätestens mit Auflösung des Reiches nach Inkrafttreten des Reichsdeputationshauptschlusses am 27. April 1803 aufgehoben, die elsässische Fürstpropstei Weißenburg bereits zu Anfang der Französischen Revolution. Die Verwendung der weltlichen Würdezeichen (wie Fürstenhut und -mantel) wurde 1951 durch Papst Pius XII. formell abgeschafft.

## Fürstpropsteien und Fürstpröpste im Heiligen Römischen Reich
- Fürstpropstei Berchtesgaden (1559–1803) → Liste der Fürstpröpste von Berchtesgaden
- Fürstpropstei Ellwangen (1460–1802) → Liste der Fürstpröpste von Ellwangen
- Fürstpropstei Weißenburg (1525–1789) → Liste der Äbte des Klosters Weißenburg (Elsass), Liste der Bischöfe von Speyer (seit 1546 in Personalunion Fürstpröpste von Weißenburg)